# Queen I Tour
Queen I Tourは、イギリスのロックバンド、クイーンが1973年から1974年にかけてに行った、アルバム『戦慄の王女』のリリースに伴って行われたコンサート・ツアー。
1973年11月12日のリーズ公演から12月14日のロンドン公演までは、モット・ザ・フープルのオープニングアクトとして行われたものである。
また、ツアー初日のロンドン、ゴルダーズ・グリーン・ヒポドローム公演の録音の一部が『オン・エア〜BBCセッションズ』に収録されている。

## セットリスト
これは1973年11月20日にイングランドのオックスフォードで行われたライブのセットリストであり、ツアー期間中の全てのセットリストを表すものではない。
1. プロセッション
2. 父より子へ
3. サン・アンド・ドーター
4. オウガ・バトル
5. ハングマン
6. 炎のロックンロール
7. ライアー
8. 監獄ロック
9. まぬけなキューピット（英語版）
10. ビー・バップ・ア・ルーラ
11. バマ・ラマ・バマ・ルー

## ツアー日程
| 日付           | 都市                     | 国             | 会場                                   |
| ヨーロッパ     | ヨーロッパ               | ヨーロッパ     | ヨーロッパ                             |
| -------------- | ------------------------ | -------------- | -------------------------------------- |
| 1973年9月13日  | ロンドン                 | イングランド   | ゴルダーズ・グリーン・ヒポドローム     |
| 1973年10月12日 | サンダーランド           | イングランド   | ロカルノ・ボールルーム                 |
| 1973年10月13日 | ボン                     | 西ドイツ       | バート・ゴーデスベルク                 |
| 1973年10月14日 | ルクセンブルク           | ルクセンブルク | ブロー・アップ                         |
| 1973年10月20日 | ロンドン                 | イングランド   | パリ・シアター                         |
| 1973年10月26日 | ロンドン                 | イングランド   | インペリアル・カレッジ・ロンドン       |
| 1973年11月2日  | ロンドン                 | イングランド   | インペリアル・カレッジ・ロンドン       |
| 1975年11月12日 | リーズ                   | イングランド   | リーズ市庁舎                           |
| 1975年11月13日 | ブラックバーン           | イングランド   | キング・ジョージズ・ホール             |
| 1973年11月15日 | ウスター                 | イングランド   | ゴーモント・シネマ                     |
| 1973年11月16日 | ランカスター             | イングランド   | ランカスター大学                       |
| 1975年11月17日 | リヴァプール             | イングランド   | スタジアム                             |
| 1975年11月18日 | ハンリー                 | イングランド   | ビクトリア・ホール                     |
| 1973年11月19日 | ウルヴァーハンプトン     | イングランド   | ウルヴァーハンプトン・シビック・ホール |
| 1973年11月20日 | オックスフォード         | イングランド   | ニュー・シアター・オックスフォード     |
| 1973年11月21日 | プレストン               | イングランド   | プレストン・ギルドホール               |
| 1973年11月22日 | ニューカッスル           | イングランド   | ニューカッスル市庁舎                   |
| 1973年11月23日 | グラスゴー               | スコットランド | アポロ                                 |
| 1973年11月25日 | エディンバラ             | スコットランド | ケイリー・シネマ                       |
| 1973年11月26日 | マンチェスター           | イングランド   | マンチェスター・オペラハウス           |
| 1973年11月27日 | バーミンガム             | イングランド   | バーミンガム市庁舎                     |
| 1973年11月28日 | スウォンジー             | ウェールズ     | ブラングィン・ホール                   |
| 1973年11月29日 | ブリストル               | イングランド   | コルストン・ホール                     |
| 1973年11月30日 | ボーンマス               | イングランド   | ボーンマス・ウィンター・ガーデンズ     |
| 1973年12月1日  | サウスエンド＝オン＝シー | イングランド   | カーサル                               |
| 1973年12月2日  | チャタム                 | イングランド   | セントラル・ホール                     |
| 1973年12月6日  | チェルトナム             | イングランド   | チェルトナム大学                       |
| 1973年12月7日  | チェルトナム             | イングランド   | シャフツベリー・ホール                 |
| 1973年12月8日  | リヴァプール             | イングランド   | リヴァプール大学                       |
| 1973年12月14日 | ロンドン                 | イングランド   | ハマースミス・オデオン                 |
| 1973年12月15日 | レスター                 | イングランド   | レスター大学                           |
| 1973年12月21日 | トーントン               | イングランド   | カウンティ・ボールルーム               |
| 1973年12月28日 | リヴァプール             | イングランド   | トップ・ランク・クラブ                 |
| オセアニア     |                          |                |                                        |
| 1974年2月2日   | サンベリー               | オーストラリア | 農場                                   |